# Christian Jones
Christian Dion Jones (Dallas, Texas, 6 de julio de 1993) es un baloncestista estadounidense que pertenece a la plantilla del BCM U Pitești de la Liga Națională rumana. Con 2,01 metros de estatura, juega en la posición de ala-pívot.

## Trayectoria deportiva

### Universidad
Jugó tres temporadas con los Red Storm de la Universidad St. John's, en las que promedió 4,6 puntos y 2,9 rebotes por partido, Al término de la temporada 2015-16, anunció que no regresaría al programa de St. John's y así poder afrontar una carrera como profesional. Sin embargo, acabó afrontando una últimacampaña como jugador graduado en los Rebels de la Universidad de Nevada, Las Vegas, en la que acabó promediando 10,6 puntos y 6,8 rebotes por partido.

### Profesional
Tras no ser elegido en el draft de la NBA de 2017, firmó su primer contrato profesional con el equipo alemán del EWE Baskets Oldenburg, aunque acabó jugando sobre todo en su filial que milita en la ProB, el BAWE Oldenburger TB, y finalmente fue despedido en diciembre.
El 26 de enero de 2018 firmó con el Keflavík islandés, donde acabó la temporada promediando 16,9 puntos y 9,2 rebotes por partido.
La temporada siguiente fichó por el Khimik-OPZ Yuzhny de la Superliga de Ucrania, donde completó una temporada en la que promedió 15,5 puntos y 6,4 rebotes. El 19 de septiembre firmó con el Soproni KC de la NB I/A, el primer nivel del baloncesto húngaro.
El 7 de diciembre de 2019, regresa al Khimik-OPZ Yuzhny de la Superliga de Ucrania.
A mitad de la temporada 2021-22, firma por el BC Balkan Botevgrad de la liga búlgara.
En la temporada 2022-23, firma por el BC Avtodor de la VTB United League.
El 9 de enero de 2023, firma por el KK Mornar Bar de la Liga Montenegrina de Baloncesto.